# Miloševac (gmina Velika Plana)
Miloševac (cyr. Милошевац) – wieś w Serbii, w okręgu podunajskim, w gminie Velika Plana. W 2011 roku liczyła 2967 mieszkańców.